# Tom Kelley (fotógrafo)
Tom Kelley Sr. (12 de diciembre de 1914 – 8 de enero de 1984) fue un fotógrafo estadounidense que retrató celebridades de Hollywood en los años 1940 y 1950. Es sobre todo conocido por sus icónicas fotografías de 1949 de una aun desconocida Marilyn Monroe desnuda, que fueron ampliamente distribuidas como calendario— una de las cuales ocupó el poster central de la revista Playboy inaugural en 1953. Pagó a Marilyn Monroe solo 50 dólares por la sesión.

## Biografía
Kelley nació en Filadelfia, Pensilvania. Aprendió fotografía como aprendiz en un estudio fotográfico de Nueva York, y luego trabajó para Associated Press y la revista Town & Country. Después de mudarse a California en 1935, Kelley estableció un estudio de fotografía en Hollywood y producía fotografías promocionales de las estrellas cinematográficas. David O. Selznick y Samuel Goldwyn contrataron a Kelley para que tomara las fotos promocionales de sus estrellas y starlets para portadas de revistas y anuncios. Más tarde, el negocio de Kelley pasó a la fotografía comercial y publicitaria.
Algunos de los retratados por Kelley más famosos incluyeron a Gary Cooper, Greta Garbo, James Cagney, Clark Gable, Winston Churchill, Bob Hope, Marlene Dietrich, Joan Crawford, Jack Benny, David Bowie, John F. Kennedy, Dwight D. Eisenhower, Franklin D. Roosevelt, Yma Súmac y, naturalmente, Marilyn Monroe, con y sin ropa. Tom Kelley tenía fama de hacer que sus fotografiados se sintieran cómodos ante la cámara. El secreto es que traía a su mujer con él a las sesiones para crear una atmósfera más tranquila y relajada.
Kelley participó en el panel de jueces en el certamen Miss Universo 1952 y Miss Universo 1956. Kelley fue uno de los jueces más famosos en los concursos anuales de belleza Cavalcades of Jazz de 1955 a 1958 celebrados en Wrigley Field en Los Ángeles y el último en el Shrine Auditorium. Estos conciertos y concursos de belleza fueron producidos por un afroamericano- Leon Hefflin, Sr. Kelley apareció en la película documental de 1966 The Legend of Marilyn Monroe.

## Las fotos Terciopelo Rojo
Cuando Kelley propuso a Marilyn la sesión desnuda, ella se negó. Monroe estaba preocupada sobre los posibles efectos negativos que tal publicidad podría traer a su joven carrera. Era consciente de que en aquella época no era considerado "apropiado". Pero unos días más tarde aceptó y decidió posar para las fotos, acreditada como 'Mona Monroe'. Kelley creía que era porque le debía un favor, después de haberle prestado unos dólares para un viaje a casa en taxi. Pero Monroe dijo varias veces que realmente necesitaba el dinero porque tenía hambre y necesitaba hacer un pago en su vehículo. Bromeó diciendo que estaba contenta de no comer mucho en ese tiempo porque le proporcionó "un auténtico estómago tabla de lavar" para las fotos. Al hacer la sesión, Kelley declaró que "todos sus constreñimientos parecían desaparecer con su ropa", y que parecía ser más "ella misma" desnuda. Incluso declaró que era "graciosa como una nutria". Kelley dio a Marilyn cincuenta dólares por la sesión y, a pesar de su agresiva popularidad posterior, nunca recibió ninguna remuneración adicional.

## Playboy
Las fotos de Monroe también crearon una relación comercial entre Tom Kelley y Hugh Hefner. En 1953 Hefner se estaba tomando en serio la presentación de su nueva revista para adultos, Playboy. La foto tan famosa de Marilyn Monroe desnuda tendida de perfil sobre una tela de terciopelo rojo le fue entregada por Kelly para el póster central del primer número para aprovechar la popularidad en ese momento de la recién convertida en estrella, influyendo positivamente en el lanzamiento de Playboy, vendiéndose más de 50,000 copias. Continuando asociado con Hefner para futuras ediciones, Kelley siempre parecía capaz de relajar a sus modelos para obtener fotos singularmente elegantes y populares. Una modelo, Neva Gilbert, Playmate de julio de 1954, recordó la experiencia en una entrevista en 2016 para Associated Press, otra vez recordando como siempre tenía a su esposa con él en el estudio para las sesiones. Kelley la hizo acostarse sobre una alfombra de piel de tigre con las uñas pintadas de rojo a 20 dólares la hora. Neva dijo de las fotos "No pensé que fueran sucias. Sentí que eran de buen gusto. Pensé que los desnudos eran encantadores."

## Legado
Tras la muerte del fotógrafo, Tom Kelley Jr. intentó subastar no solo las fotografías de Marilyn Monroe de su padre, sino también sus derechos de propiedad intelectual de manera que el comprador pudiera volver a comercializarlas de la forma que quisiera. Kelley Jr. fijó un precio alto, pero cuando la oferta solo alcanzó 840,000 dólares  decidió no vender.